# Екзоспори
Екзоспори (бактерії) — одна з форм спокою у бактерій, спостережуваних у бактерій Methylosinus trichosporium які засвоюють метан і у фототрофної пурпурової бактерії Rhodomicrobium vannielii. Екзоспори виникають шляхом брунькування материнської клітини; подібні за своїми властивостями з ендоспорами бацил. На відміну від ендоспор, що утворюються всередині материнської клітини і оточені двома елементарними мембранами, екзоспори формуються в результаті відбруньковування від одного з полюсів материнської клітини. Утворення екзоспори супроводжується ущільненням та потовщенням клітинної стінки. У екзоспори відсутні дипіколінова кислота і характерні для ендоспор структури (кортекс, екзоспоріум)